# تلمبه محمودی
تلمبه محمودی، روستایی از توابع بخش پاریز شهرستان سیرجان در استان کرمان است.

## جمعیت
این روستا در دهستان پاریز قرار دارد و براساس سرشماری مرکز آمار ایران در سال ۱۳۹۵، جمعیت آن ۱۲۲ نفر (۴۲ خانوار) بوده‌است.